# Gilby Engineering
Gilby Engineering était une écurie de course automobile britannique qui devint plus tard un constructeur de voitures de voitures de course. L'écurie a participé à 12 Grand Prix en Championnat du monde de Formule 1 entre 1954 et 1962. Les voitures Gilby étaient construites par Syd Greene pour que son fils, Keith Greene puisse courir en Grand Prix, auparavant l'écurie utilisait une Maserati 250F pour Roy Salvadori et Ivor Bueb ainsi qu'une Cooper T45 puis T43 pour Keith Greene. Ce dernier devint plus tard célèbre pour avoir été directeur d'écuries de Formule 1 et de voitures de sport. Après qu'ils ont cessé de courir dans la discipline reine, la Gilby 62 fut engagée à titre privé par Ian Raby dès 1963.

## Résultats en championnat du monde de Formule 1
| Saison | Écurie            | Châssis       | Moteur              | Pneus   | Pilotes       | Grands Prix disputés | Points inscrits | Classement |
| ------ | ----------------- | ------------- | ------------------- | ------- | ------------- | -------------------- | --------------- | ---------- |
| 1954   | Gilby Engineering | Maserati 250F | Maserati 6 en ligne | Pirelli | Roy Salvadori | 2                    | -               | -          |
| 1955   | Gilby Engineering | Maserati 250F | Maserati 6 en ligne | Pirelli | Roy Salvadori | 1                    | -               | -          |
| 1956   | Gilby Engineering | Maserati 250F | Maserati 6 en ligne | Pirelli | Roy Salvadori | 3                    | -               | -          |
| 1957   | Gilby Engineering | Maserati 250F | Maserati 6 en ligne | Pirelli | Ivor Bueb     | 1                    | -               | -          |
| 1959   | Gilby Engineering | Cooper T43    | Climax 4 en ligne   | Dunlop  | Keith Greene  | 1 (0 départ)         | 0               | Non engagé |
| 1960   | Gilby Engineering | Cooper T45    | Maserati 4 en ligne | Dunlop  | Keith Greene  | 1                    | 0               | Non engagé |
| 1961   | Gilby Engineering | Gilby 61      | Climax 4 en ligne   | Dunlop  | Keith Greene  | 1                    | 0               | Non classé |
| 1962   | Gilby Engineering | Gilby 62      | BRM V8              | Dunlop  | Keith Greene  | 2 (1 départ)         | 0               | Non classé |

| Saison | Écurie   | Châssis  | Moteur | Pneus  | Pilotes  | Grands Prix disputés |
| ------ | -------- | -------- | ------ | ------ | -------- | -------------------- |
| 1963   | Ian Raby | Gilby 62 | BRM V8 | Dunlop | Ian Raby | 3 (1 départ)         |